# 飯泉佳一
飯泉 佳一（いいずみ けいいち、1990年9月3日 - ）は、日本の俳優。愛媛県松山市出身で、元・劇団四季所属（2012年 - 2021年）。

## 来歴
小学校の時に『ライオンキング』を見に行ったことがきっかけで劇団四季を目指す。
済美高校音楽科、国立音楽大学音楽学部演奏学科声楽専修を卒業。2012年、大学在学中に劇団四季へ入団する。
「昭和3部作」の一つである『ミュージカル異国の丘』で初舞台。のちに、『サウンド・オブ・ミュージック』アンサンブル、『ライオンキング』アンサンブル、『オペラ座の怪人』ヘアドレッサー役、『リトルマーメイド』ジェットサム役を演じる。2021年3月退団。
同年4月からは、慶應義塾幼稚舎で音楽の専任教諭を務める。

## 出演作品
- ミュージカル異国の丘（アンサンブル）
- サウンド・オブ・ミュージック（アンサンブル）
- オペラ座の怪人（ヘアドレッサー）
- ライオンキング（アンサンブル）
- リトルマーメイド（ジェットサム）